# Société de l'Oratoire de Jésus et de Marie
Ne doit pas être confondu avec Congrégation de l'Oratoire.
La société de l'Oratoire de Jésus et de Marie (en latin : Congregatio Oratorii Iesu et Mariae), également appelée Oratoire de France, forme une société de vie apostolique de droit pontifical. Elle constitue une société fille, distincte et indépendante de la congrégation de l'Oratoire.

## Historique
L'Oratoire de Jésus-et-Marie-Immaculée de France est fondé le 11 novembre 1611 par Pierre de Bérulle, afin d'élever le niveau religieux, spirituel et moral du clergé français, et voué en particulier à l'enseignement.
La congrégation est fondée à Paris, rue Saint-Jacques. En 1616, la maison mère s'établit dans l'hôtel du Bouchage, face au palais du Louvre. Les Pères de l'Oratoire y font élever à partir de 1621 une église donnant sur la rue Saint-Honoré qui deviendra en 1811 le temple protestant de l'Oratoire du Louvre. En 1618, le séminaire Saint-Magloire et la paroisse de l'église Saint-Jacques-du-Haut-Pas leur est confié.

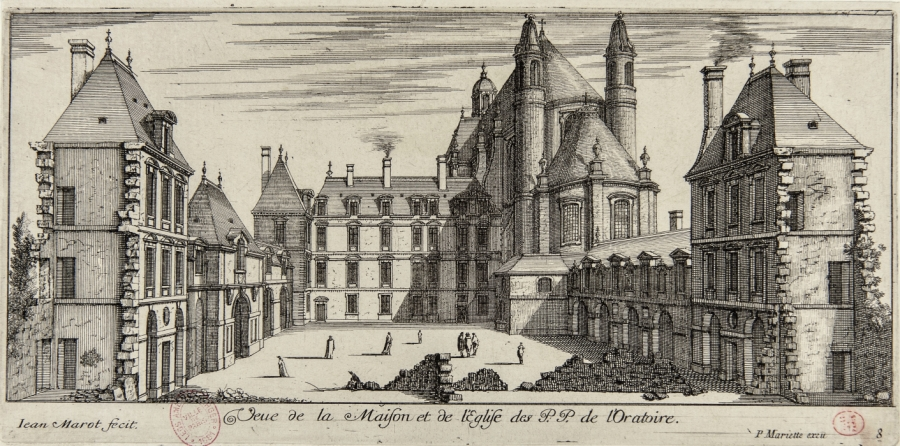
Vue de la Maison de l’église des Pères de l'Oratoire, eau-forte de Jean Marot (1619-1679) - actuellement temple protestant de l'Oratoire du Louvre, rue de Rivoli à Paris.

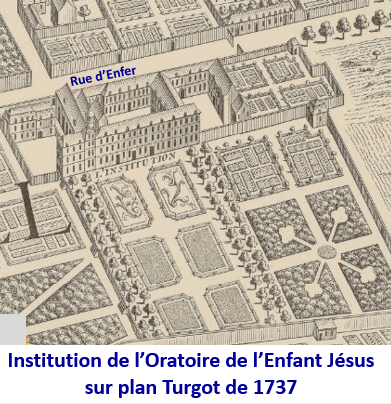
Institution de l'oratoire de l'Enfant Jésus sur plan Turgot en 1737

Hormis ces deux maisons, les Oratoriens possèdent sous l'ancien régime à Paris, dans le faubourg Saint-Michel, rue d'Enfer (actuelle avenue Denfert-Rochereau), « L'Institution de l'Oratoire », fondée en 1655 pour l'enseignement de leurs futurs prêtres grâce à la générosité de Nicolas Pinette, trésorier de Gaston d'Orléans (1608-1660), frère du roi (voir Hôpital Saint-Vincent-de-Paul au 72, avenue Denfert-Rochereau).

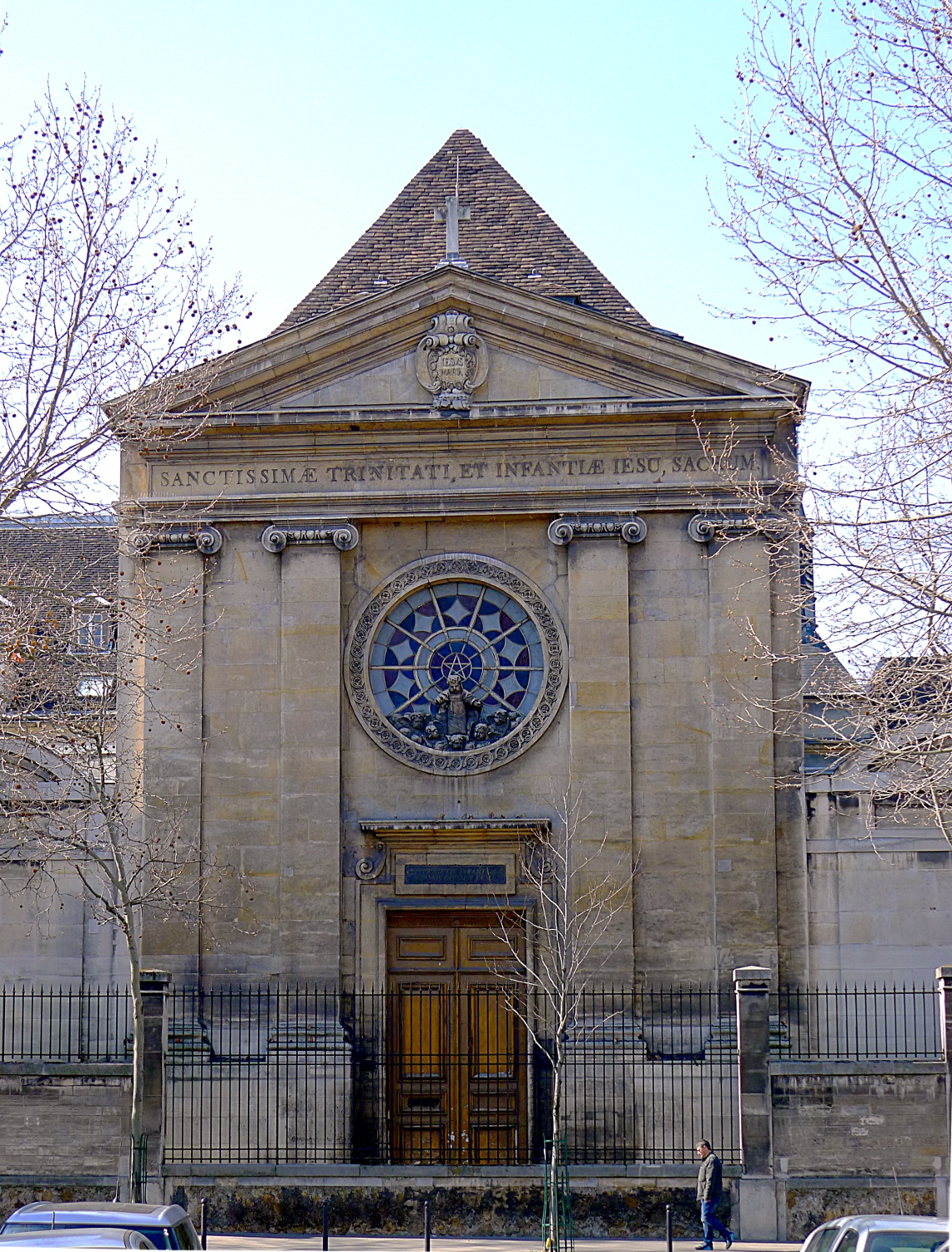
Ancienne chapelle de « L'Institution de l'Oratoire » (1655-1657) au 72, avenue Denfert-Rochereau à Paris.

La société de l'Oratoire connait un succès fulgurant, et vingt ans après sa fondation elle comptait déjà soixante-et-onze établissements en France.
Supprimée en 1792, la congrégation fut rétablie en 1852 par le père Joseph Gratry.
Le 7 novembre 2023, Stanislas Lalanne est nommé commissaire apostolique de l'Oratoire à la suite d'un rapport établi à partir de plusieurs plaintes concernant l'institution.

## Description
Dès le XVIIe siècle, les collèges oratoriens marquent leur rivalité en France avec l'enseignement des jésuites. Elle fut déterminante lors de la formation de l'École française de spiritualité, dite aussi École Bérullienne, au XVIIe siècle et au XVIIIe siècle.
La société fut supprimée lors de la Révolution en 1792, puis restaurée en 1852 sous l'égide du Père Joseph Gratry. La direction fut exilée en Suisse en 1903. L'Oratoire français s'est reconstitué en 1920 pendant le généralat du Père Courcoux.
En novembre 2011, l’Oratoire bérullien regroupe 43 membres, et se concentre notamment dans trois villes : Paris, Lyon et Marseille. Il regroupe actuellement 42 membres présents en 13 implantations, dont son siège l'église Saint-Eustache de Paris.
La bibliothèque de l'Oratoire comprenait un nombre important de manuscrits en langues orientales, en hébreu particulièrement, acquis par Achille de Harlay de Sancy. Ces manuscrits ont été décrits par Salomon Munk et sont conservés, ainsi que les notices qu'il a rédigées, à la Bibliothèque nationale de France.

## Établissements

### Communautés du nouvel Oratoire (XIXe-XXIes.)
- Communauté Méditerranée : Marseille, paroisses Saint-Ferréol et Saint-Cannat (cédées par le diocèse aux Jésuites, en octobre 2017[14],[15]) ; Juan-les-Pins : Notre-Dame de la Pinède (qui n’est désormais plus desservie par l’Oratoire[16]) ;
- Communauté de Strasbourg ;
- Communauté de Lyon : sanctuaire Saint-Bonaventure (2010-2017[15]) ;
- Communauté de Paris : paroisse Saint-Eustache ; maison Pierre de Bérulle ; maison Philippe Néri
- Communauté de Boulogne : paroisse Sainte-Thérèse-de-l'Enfant-Jésus (1927-2010).

### Établissements scolaires dirigés par le nouvel Oratoire (XIXe-XXIes.)
- Collège de Juilly (Juilly, en Seine-et-Marne (France), fermé le 4 juillet 2012[17].
- École Massillon (Paris)
- École Saint-Érembert (Saint-Germain-en-Laye)
- École Saint-Martin-de-France (Pontoise)
- École Saint-Philippe-Néri (Juan-les-Pins)

## Liste des supérieurs généraux

### Ancien Oratoire (XVIIe-XVIIIes.)
- 1611-1629 : Pierre de Bérulle
- 1629-1641 : Charles de Condren
- 1641-1662 : François Bourgoing
- 1663-1672 : Jean-François Senault
- 1672-1696 : Abel-Louis de Sainte-Marthe
- 1696-1733 : Pierre-François d'Arerez de La Tour
- 1733-1772 : Louis de Thomas de La Valette
- 1773-1779 : Denis-Louis Muly
- 1779-1792 : Sauvé Moisset

### Nouvel Oratoire (1852-)
- 1884-1901 : Adolphe Perraud
- 1959-1969 : Edouard Tourde
- 1969-1979 : Pierre Clavel
- 1979-1984 : Daniel Millon
- 1984-1999 : Jean Dujardin
- 1999-2007 : Gérard Bénéteau
- 2007-2009 : Richard Cadoux
- 2009-2014 : James Cunningham
- 2014-présent : François Picart

## Oratoriens

### Ancien Oratoire (XVIIe-XVIIIes.)

#### Pères de l'Oratoire
- Pierre de Bérulle, cardinal
- Charles de Condren
- Jacques Joseph Duguet
- Nicolas Malebranche
- Louis Thomassin
- Richard Simon
- Pasquier Quesnel
- Charles-François Houbigant
- Pierre Ichon
- Jean-Pierre Papon

#### Évêques de France
- Jean-Baptiste Massillon
- Jules Mascaron
- Eustache Gault
- Jean-Baptiste Gault, vénérable
- Jean Soanen
- Pierre Peineau du Verdier

#### Confrères de l'Oratoire
- Jean de La Fontaine
- Joannes van Nieulande

#### Élèves
- le ministre Colbert (à Juilly 1663-1668)
- le maréchal de France Claude Louis Hector de Villars (à Juilly 1664-1668?)
- le duc d'Antin (à Juilly 1677-1681)
- Jacques Fitz-James, duc de Fitz-James et de Berwick, maréchal de France (à Juilly 1677-1682)
- Charles de Montesquieu (à Juilly 1700-1705)
- Jacques Vaucanson, mécanicien (à Juilly 1717-1721)
- le musicien Antoine Dauvergne (à Juilly 1722-1724)
- le contrôleur général des finances Joseph Marie Terray (à Juilly 1724-1730)
- Pierre Passerat de La Chapelle (à Juilly 1734-1805)
- Pierre-Victor Malouet (à Juilly 1754-1756)
- Louis de Bonald (à Juilly 1754-1840)
- le cartographe Jean-Dominique Cassini (1759-1764)
- Louis Marie de Narbonne-Lara à Juilly
- Anarchasis Cloots (à Juilly 1764-1765)
- Louis de Bonald (à Juilly 1768-1772)
- Étienne-Denis Pasquier (à Juilly 1778-1781)
- Joseph Fouché, ministre de la Police (à Juilly 1781-1784)
- Charles-Julien Lioult de Chênedollé (à Juilly 1781-1787)
- le Baron Guy-Victor Duperré (à Juilly 1783-1787)
- le général Jean-Jacques Desvaux de Saint-Maurice, commandant de l'artillerie de la Garde Impériale (à Juilly 1786-1790)
- Nicéphore Niépce

### Nouvel Oratoire (1852-)
- Paul Auvray
- Louis Bouyer
- Jules-Marie-Victor Courcoux, évêque d'Orléans
- Pierre Dabosville
- François Duine
- Joseph Gratry
- Auguste-Marie-Pierre Ingold
- Lucien Laberthonnière
- Adolphe Perraud
- Michel Quesnel
- Marcellin Rigal

## Habit
Traditionnellement, les oratoriens portaient la soutane boutonnée, la ceinture nouée et le rabat gallican, noir bordé de blanc.